# Martin Hiller
Martin Hiller (Potsdam, 8 de abril de 2000) es un deportista alemán que compite en piragüismo en la modalidad de aguas tranquilas.
Ganó cuatro medallas en el Campeonato Mundial de Piragüismo entre los años 2019 y 2024, y dos medallas de oro en el Campeonato Europeo de Piragüismo de 2022.
En los Juegos Europeos de Cracovia 2023 consiguió una medalla de plata en la prueba de K2 500 m.

## Palmarés internacional
| Campeonato Mundial | Campeonato Mundial      | Campeonato Mundial | Campeonato Mundial |
| Año                | Lugar                   | Medalla            | Competición        |
| ------------------ | ----------------------- | ------------------ | ------------------ |
| 2019               | Szeged (Hungría)        | Medalla de bronce  | K2 500 m           |
| 2021               | Copenhague (Dinamarca)  | Medalla de plata   | K2 500 m           |
| 2022               | Halifax (Canadá)        | Medalla de oro     | K2 1000 m          |
| 2024               | Samarcanda (Uzbekistán) | Medalla de bronce  | K2 1000 m          |
| Juegos Europeos    |                         |                    |                    |
| Año                | Lugar                   | Medalla            | Competición        |
| 2023               | Cracovia (Polonia)      | Medalla de plata   | K2 500 m           |
| Campeonato Europeo |                         |                    |                    |
| Año                | Lugar                   | Medalla            | Competición        |
| 2022               | Múnich (Alemania)       | Medalla de oro     | K2 1000 m          |
| 2022               | Múnich (Alemania)       | Medalla de oro     | K4 1000 m          |